# فاير إمبلم فايتس
فاير إمبلم فايتس (بالإنجليزية: Fire Emblem Fates؛ يترجم كـ « مصائر شعار النار »)‏، أيضاً يعرف كـفاير إمبلم إف (بالإنجليزية: Fire Emblem if‎؛ باليابانية: ファイアーエムブレム if‎، ‏فاياه إموبوروه إفوه) هي لعبة فيديو تقمص أدوار تكتيكية يابانية منتجة في سنة 2015، من تطوير شركة إنتيليجنت سيستمز ونينتندو سوفتواير بلانينغ أند دفيلوبمنت ونشر نينتندو على نينتندو 3دي إس. تم إصدار اللعبة في 30 يونيو 2015 في اليابان وفي 2016 في باقي أنحاء العالم. هذه اللعبة هي النسخة الـ 15 من سلسلة ألعاب « فاير إمبلم » والثانية التي يتم طرحها على نينتندو 3دي إس.

## وصلات خارجية
- الموقع الرسمي (باليابانية)